# Zoagli
Zoagli (ligur nyelven Zoaggi) település Olaszországban, Liguria régióban, Genova megyében. Lakosainak száma 2317 fő (2023. január 1.). Zoagli Chiavari, Coreglia Ligure, Leivi, Rapallo és San Colombano Certénoli községekkel határos.

## Népesség
A település lakossága az elmúlt években az alábbi módon változott:
| Lakosok száma | 2457 | 2439 | 2317 |
|               | 2017 | 2018 | 2023 |